# Llista d'asteroides/1–100
| Nom            | Data de descobriment | Lloc de descobriment                   | Descobridor(s)        |
| -------------- | -------------------- | -------------------------------------- | --------------------- |
| (1) Ceres      | 1 de gener, 1801     | Palerm, Sicília                        | G. Piazzi             |
| (2) Pal·les    | 28 de març, 1802     | Bremen, Alemanya                       | H. W. Olbers          |
| (3) Juno       | 1 de setembre, 1804  | Lilienthal, Alemanya                   | K. Harding            |
| (4) Vesta      | 29 de març, 1807     | Bremen, Alemanya                       | H. W. Olbers          |
| (5) Astrea     | 8 de desembre, 1845  | Driesen (ara Drezdenko, Polònia)       | K. L. Hencke          |
| (6) Hebe       | 1 de juliol, 1847    | Driesen (ara Drezdenko, Polònia)       | K. L. Hencke          |
| (7) Iris       | 13 d'agost, 1847     | Londres (Regne Unit)                   | J. R. Hind            |
| (8) Flora      | 18 d'octubre, 1847   | Londres, Anglaterra                    | J. R. Hind            |
| (9) Metis      | 25 d'abril, 1848     | Markree, Irlanda                       | A. Graham             |
| (10) Higiea    | 12 d'abril, 1849     | Nàpols, Itàlia                         | A. de Gasparis        |
| (11) Partènope | 11 de maig, 1850     | Nàpols, Itàlia                         | A. de Gasparis        |
| (12) Victòria  | 13 de setembre, 1850 | Londres (Regne Unit)                   | J. R. Hind            |
| (13) Egèria    | 2 de novembre, 1850  | Nàpols, Itàlia                         | A. de Gasparis        |
| (14) Irene     | 19 de maig, 1851     | Londres (Regne Unit)                   | J. R. Hind            |
| (15) Eunòmia   | 29 de juliol, 1851   | Nàpols, Itàlia                         | A. de Gasparis        |
| (16) Psique    | 17 de març, 1852     | Nàpols, Itàlia                         | A. de Gasparis        |
| 17 Tetis       | 17 d'abril, 1852     | Düsseldorf, Alemanya                   | R. Luther             |
| 18 Melpòmene   | 24 de juny, 1852     | Londres (Regne Unit)                   | J. R. Hind            |
| 19 Fortuna     | 22 d'agost, 1852     | Londres, Anglaterra                    | J. R. Hind            |
| (20) Massàlia  | 19 de setembre, 1852 | Nàpols, Itàlia                         | A. de Gasparis        |
| (21) Lutècia   | 15 de novembre, 1852 | París, França                          | H. Goldschmidt        |
| (22) Cal·líope | 16 de novembre, 1852 | Londres (Regne Unit)                   | J. R. Hind            |
| (23) Talia     | 15 de desembre, 1852 | Londres, Anglaterra                    | J. R. Hind            |
| 24 Temis       | 5 d'abril, 1853      | Nàpols, Itàlia                         | A. de Gasparis        |
| 25 Phocaea     | 6 d'abril, 1853      | Marsella, França                       | J. Chacornac          |
| 26 Proserpina  | 5 de maig, 1853      | Düsseldorf, Alemanya                   | R. Luther             |
| 27 Euterpe     | 8 de novembre, 1853  | Londres (Regne Unit)                   | J. R. Hind            |
| 28 Bellona     | 1 de març, 1854      | Düsseldorf, Alemanya                   | R. Luther             |
| 29 Amphitrite  | 1 de març, 1854      | Londres (Regne Unit)                   | A. Marth              |
| 30 Urania      | 22 de juliol, 1854   | Londres, Anglaterra                    | J. R. Hind            |
| 31 Euphrosyne  | 1 de setembre, 1854  | Washington D.C, Estats Units           | J. Ferguson           |
| 32 Pomona      | 26 d'octubre, 1854   | París, França                          | H. Goldschmidt        |
| 33 Polyhymnia  | 28 d'octubre, 1854   | París, França                          | J. Chacornac          |
| 34 Circe       | 6 d'abril, 1855      | París, França                          | J. Chacornac          |
| 35 Leukothea   | 19 d'abril, 1855     | Düsseldorf, Alemanya                   | R. Luther             |
| 36 Atalante    | 5 d'octubre, 1855    | París, França                          | H. Goldschmidt        |
| 37 Fides       | 5 d'octubre, 1855    | Düsseldorf, Alemanya                   | R. Luther             |
| 38 Leda        | 12 de gener, 1856    | París, França                          | J. Chacornac          |
| 39 Laetitia    | 8 de febrer, 1856    | París, França                          | J. Chacornac          |
| 40 Harmonia    | 31 de març, 1856     | París, França                          | H. Goldschmidt        |
| 41 Daphne      | 22 de maig, 1856     | París, França                          | H. Goldschmidt        |
| 42 Isis        | 23 de maig, 1856     | Oxford, Anglaterra                     | N. R. Pogson          |
| 43 Ariadne     | 15 d'abril, 1857     | Oxford, Anglaterra                     | N. R. Pogson          |
| 44 Nysa        | 27 de maig, 1857     | París, França                          | H. Goldschmidt        |
| 45 Eugenia     | 27 de juny, 1857     | París, França                          | H. Goldschmidt        |
| 46 Hestia      | 16 d'agost, 1857     | Oxford, Anglaterra                     | N. R. Pogson          |
| 47 Aglaja      | 15 de setembre, 1857 | Düsseldorf, Alemanya                   | R. Luther             |
| 48 Doris       | 19 de setembre, 1857 | París, França                          | H. Goldschmidt        |
| 49 Pales       | 19 de setembre, 1857 | París, França                          | H. Goldschmidt        |
| 50 Virginia    | 4 d'octubre, 1857    | Washington D.C, Estats Units           | J. Ferguson           |
| 51 Nemausa     | 22 de gener, 1858    | Nimes, França                          | A. Laurent            |
| 52 Europa      | 4 de febrer, 1858    | París, França                          | H. Goldschmidt        |
| 53 Kalypso     | 4 d'abril, 1858      | Düsseldorf, Alemanya                   | R. Luther             |
| 54 Alexandra   | 10 de setembre, 1858 | París, França                          | H. Goldschmidt        |
| 55 Pandora     | 10 de setembre, 1858 | Albany, Nova York, Estats Units        | G. M. Searle          |
| 56 Melete      | 9 de setembre, 1857  | París, França                          | H. Goldschmidt        |
| 57 Mnemosyne   | 22 de setembre, 1859 | Düsseldorf, Alemanya                   | R. Luther             |
| 58 Concordia   | 24 de març, 1860     | Düsseldorf, Alemanya                   | R. Luther             |
| 59 Elpis       | 12 de setembre, 1860 | París, França                          | J. Chacornac          |
| 60 Echo        | 14 de setembre, 1860 | Washington DC, Estats Units            | J. Ferguson           |
| 61 Danaë       | 19 de setembre, 1860 | París, França                          | H. Goldschmidt        |
| 62 Erato       | 14 de setembre, 1860 | Berlín, Alemanya                       | O. Lesser, W. Förster |
| 63 Ausonia     | 10 de febrer, 1861   | Nàpols, Itàlia                         | A. de Gasparis        |
| 64 Angelina    | 4 de març, 1861      | Marsella, França                       | E. W. Tempel          |
| 65 Cybele      | 8 de març, 1861      | Marsella, França                       | E. W. Tempel          |
| 66 Maja        | 9 d'abril, 1861      | Cambridge, Massachusetts, Estats Units | H. P. Tuttle          |
| 67 Asia        | 17 d'abril, 1861     | Madras, Índia                          | N. R. Pogson          |
| 68 Leto        | 29 d'abril, 1861     | Düsseldorf, Alemanya                   | R. Luther             |
| 69 Hesperia    | 26 d'abril, 1861     | Milà, Itàlia                           | G. Schiaparelli       |
| 70 Panopaea    | 5 de maig, 1861      | París, França                          | H. Goldschmidt        |
| 71 Niobe       | 13 d'agost, 1861     | Düsseldorf, Alemanya                   | R. Luther             |
| 72 Feronia     | 29 de maig, 1861     | Clinton, Nova York, Estats Units       | C. H. F. Peters       |
| 73 Klytia      | 7 d'abril, 1862      | Cambridge, Massachusetts, Estats Units | H. P. Tuttle          |
| 74 Galatea     | 29 d'agost, 1862     | Marsella, França                       | E. W. Tempel          |
| 75 Eurydike    | 22 de setembre, 1862 | Clinton, Nova York, Estats Units       | C. H. F. Peters       |
| 76 Freia       | 2 d'octubre, 1862    | Copenhaguen, Dinamarca                 | H. d'Arrest           |
| 77 Frigga      | 12 de novembre, 1862 | Clinton, Nova York, Estats Units       | C. H. F. Peters       |
| 78 Diana       | 15 de març, 1863     | Düsseldorf, Alemanya                   | R. Luther             |
| 79 Eurynome    | 14 de setembre, 1863 | Ann Arbor, Michigan, Estats Units      | J. C. Watson          |
| 80 Sappho      | 2 de maig, 1864      | Madras, Índia                          | N. R. Pogson          |
| 81 Terpsichore | 30 de setembre, 1864 | Marsella, França                       | E. W. Tempel          |
| 82 Alkmene     | 27 de novembre, 1864 | Düsseldorf, Alemanya                   | R. Luther             |
| 83 Beatrix     | 26 d'abril, 1865     | Nàpols, Itàlia                         | A. de Gasparis        |
| 84 Klio        | 25 d'agost, 1865     | Düsseldorf, Alemanya                   | R. Luther             |
| 85 Io          | 19 de setembre, 1865 | Clinton, Nova York, Estats Units       | C. H. F. Peters       |
| 86 Semele      | 4 de gener, 1866     | Berlín, Alemanya                       | F. Tietjen            |
| 87 Sylvia      | 16 de maig, 1866     | Madras, Índia                          | N. R. Pogson          |
| 88 Thisbe      | 15 de juny, 1866     | Clinton, Nova York, Estats Units       | C. H. F. Peters       |
| 89 Julia       | 6 d'agost, 1866      | Marsella, França                       | É. Stephan            |
| 90 Antiope     | 1 d'octubre, 1866    | Düsseldorf, Alemanya                   | R. Luther             |
| 91 Aegina      | 4 de novembre, 1866  | Marsella, França                       | É. Stephan            |
| 92 Undina      | 7 de juliol, 1867    | Clinton, Nova York, Estats Units       | C. H. F. Peters       |
| 93 Minerva     | 24 d'agost, 1867     | Ann Arbor, Michigan, Estats Units      | J. C. Watson          |
| 94 Aurora      | 6 de setembre, 1867  | Ann Arbor, Michigan, Estats Units      | J. C. Watson          |
| 95 Arethusa    | 23 de novembre, 1867 | Düsseldorf, Alemanya                   | R. Luther             |
| 96 Aegle       | 17 de febrer, 1868   | Marsella, França                       | J. Coggia             |
| 97 Klotho      | 17 de febrer, 1868   | Marsella, França                       | E. W. Tempel          |
| 98 Ianthe      | 18 d'abril, 1868     | Clinton, Nova York, Estats Units       | C. H. F. Peters       |
| 99 Dike        | 28 de maig, 1868     | Marsella, França                       | A. Borrelly           |
| 100 Hekate     | 11 de juliol, 1868   | Ann Arbor, Michigan, Estats Units      | J. C. Watson          |